# Saint-Laurent-de-Cuves
Saint-Laurent-de-Cuves là một xã thuộc tỉnh Manche trong vùng Normandie tây bắc nước Pháp. Xã này nằm ở khu vực có độ cao trung bình 93 mét trên mực nước biển.